# بیته‌تو
بیته‌تو (به ایتالیایی: Bitetto) یک کومونه در ایتالیا است که در استان باری واقع شده‌است.

## خصوصیات
بیته‌تو ۱۱۶ کیلومترمربع مساحت و ۱۱٬۷۹۰ نفر جمعیت دارد و ۱۳۹ متر بالاتر از سطح دریا واقع شده‌است.

## خواهرخوانده
شهر Józefów خواهرخواندهٔ بیته‌تو هست.